# O-メチル化フラボノイド
O-メチル化フラボノイド（O-メチルかフラボノイド、英: O-methylated flavonoids）またはメトキシフラボノイド (methoxyflavonoids) は、ヒドロキシル基がメチル化されたフラボノイドの総称である。O-メチル化はフラボノイドの溶解度に影響を与える。

## 酵素
O-メチル化フラボノイドの形成には多様性に富む特定のO-メチルトランスフェラーゼ (OMT) の存在が仄めかされる。その酵素は4'位（ニチニチソウ）または3'位（イネ）の特定のヒドロキシル基のO-メチル化を仲介する。O-メチル化の位置はオルト、メタ、パラ位のそれぞれで可能で、3-OH位のメチル化はO-メチルトランスフェラーゼによる。カラマンシー (Citrus mitis) はそれらすべての活性が見られる。

### 植物酵素
- アピゲニン 4'-O-メチルトランスフェラーゼ
- 8-ヒドロキシクェルセチン 8-O-メチルトランスフェラーゼ
- イソフラボン 4'-O-メチルトランスフェラーゼ
- イソフラボン 7-O-メチルトランスフェラーゼ
- イソリキリチゲニン 2'-O-メチルトランスフェラーゼ
- イソオリエンチン 3'-O-メチルトランスフェラーゼ
- ケンフェロール 4'-O-メチルトランスフェラーゼ
- ルテオリン O-メチルトランスフェラーゼ
- メチルクェルセタゲチン 6-O-メチルトランスフェラーゼ
- 3-メチルクェルセチン 7-O-メチルトランスフェラーゼ
- ミリセチン O-メチルトランスフェラーゼ
- クェルセチン 3-O-メチルトランスフェラーゼ
- ビテキシン 2"-O-ラムノシド 7-O-メチルトランスフェラーゼ

### 動物酵素
- カテコール-O-メチルトランスフェラーゼ

## O-メチル化アントシアニジン[5]
- 5-デオキシマルビジン
- カペンシニジン
- エウロピニジン
- ヒルスチジン
- マルビジン
- ペオニジン
- ペツニジン
- プルケリジン
- ロシニジン

## O-メチル化フラバノール
- メシアダノール (3-O'メチルカテキン)

## O-メチル化フラバノン
- ヘスペレチン
- ホモエリオジクチオール
- イソサクラネチン
- サクラネチン
- ステルビン

## O-メチル化フラバノノール
- ジヒドロケンペリド

## O-メチル化フラボノール
ケンフェロールより
- ケンペリド

ミリセチンより
- アンヌラチン
- コンブレトール
- オイロペチン（ユウロペチン）
- ラリシトリン (3'-O-メチルミリセチン)
- 5-O-メチルミリセチン
- シリンゲチン (3',5'-O-ジメチルミリセチン)

クェルセチンより
- アヤニン
- アザレアチン
- イソラムネチン
- オンブイン
- パキポドール
- レツシン (クェルセチン-3,7,3',4'-テトラメチルエーテル)
- ラムナジン
- ラムネチン

その他
- オイパトリチン
- ナツダイダイン
- タマリキセチン

## O-メチル化フラボン
- アカセチン
- ネペチン
- ノビレチン
- オロキシリンA
- シネセチン
- タンゲレチン
- オウゴニン
- ジオスメチン
- スダチチン

## O-メチル化イソフラボン
- ビオカニンA
- カリコシン
- ホルモノネチン
- グリシテイン
- イリゲニン
- 5-O-メチルゲニステイン
- プラテンセイン
- プルネチン
- ψ-テクトリゲニン
- テクトリゲニン